# وادي مظللة
وادي مظللة قرية سعودية، تتبع مركز السديره التابعة لمحافظة الطائف في منطقة مكة المكرمة. تقع في جنوب شرق الطائف، وتبعد عنها قرابة 40 كم. يوجد في القرية مركز صحي مظللة.